# リライアント・シミターGT
リライアント・シミターGTは、イギリスの自動車メーカー・リライアントなどが1964年から1990年まで生産したスポーツカーである。

## GT SE4（1964年 - 1970年）
1964年にデビューした初代GTは、1962年に交通事故死したイギリスの自動車デザイナー・デービット・オーグルが1962年にデイムラー・SP250のシャシー上にデザインした2+2クーペのプロトタイプ、オーグルSX250の繊維強化プラスチック製の車体を、リライアントが1961年から製造していたスポーツカー・セイバーのシャシーに架装したものである。当初はセイバーのトップモデル「セイバー6」と同じフォード・ゾディアック用の直6・2,553cc109馬力を搭載、最高速177km/hをマークした（SE4A）。1966年にはゾディアックのモデルチェンジに伴い2994cc136馬力に強化され、最高速度は193km/hに引き上げられた（SE4B）。1967年にはV6・2,495cc112馬力版（SE4C）が追加された。
夭折した天才デザイナー・オーグルのスマートなボディライン（同時期のフォード・タウヌス17Mの影響も色濃い）、高い動力性能、乗り心地と操縦性の高度なバランス、安全性などから、イギリスでは「ビジネスマンズ・エクスプレス」として好評であった。しかし、1968年に画期的なスポーツワゴン・GTEが登場すると需要の大半が移行、1970年に生産終了した。
生産台数は約1,000台と、前身のセイバーが3年間で77台であったことを考えれば飛躍的な増加となり、三輪乗用車主力であったリライアントの新たな看板商品に成長した。

## GTE SE5（1968年 - 1972年）・SE5A（1972年 - 1975年）
1965年にオーグル・デザインはガラスメーカーのトリプレックスと共同で、GTのシャシーにスポーツワゴンのボディを架装、「オーグル・デザインGTS」として発表。1968年10月にこのプロトタイプの市販化モデルとして登場したのがGTE（SE5）である。GTEはスポーツカーの性能、ワゴンの実用性、魅力的なスタイリングを併せ持つ「スポーツワゴン」という新ジャンルの開拓車となった。
エンジン・メカニズムはGT譲りであったが、エンジンはまもなく3,000ccに一本化された。1970年には、ボルグワーナー製3速オートマチックが、翌年には4速+オーバードライブがそれぞれオプションとして追加された。1970年にはリアワイパーが標準装備となり、ここでも流行の先鞭をつけた。1972年にはエンジン出力アップ（+7馬力）、ダッシュボード刷新などの変更を受けてSE5Bとなり、0-60マイル加速9.3秒という、当時としては相当な高性能車となった。
SE5は2,500台弱、SE5Bはシリーズ最多の6,630台ほどが生産された。オーナーの中には英国王室のアン王女の名もあった。日本にはリライアントの輸入代理店が存在せず、正規輸入は行なわれなかった。例外として1974年頃に大阪の中古車販売業者がSE5の中古車を1台並行輸入したケースがあるが、当時のカーグラフィック誌が早速ロードインプレッションに取り上げたところ、エンジン不調や英国の中小メーカー製品の特に初期モデルにはありがちな細部の仕上げ不良のため評価は低かった。

## GTE SE6・SE6A（1975年 - 1979年）・SE6B（1979年 - 1986年）
1975年、もっと広い室内スペースを求める声に応じてホイールベース・全長が100mm、全幅が70mm拡大されたSE6にモデルチェンジされ、より上級の市場を目指すことになった。初期モデルには品質上の問題が残っていたため、550台が生産されたところで急遽改良型SE6Aにバトンタッチされた。SE6Aは品質、ブレーキ性能、ロードホールディングが改善され、パワーステアリングも装備可能となった。3,908台のSE6Aが生産された。
1979年、フォードがV6・2,900cc「エセックス」エンジンの生産を中止したため、V6・2,800ccの「ケルン」ユニットに変更したSE6B型に切り替えられたが、さすがに1980年代になると旧態化は否めず、E6Bの生産台数は407台に留まり、1986年に生産は打ち切られ、リライアントのスポーツカー生産は、1984年にデビューしたオープン2座のシミターSS1に集約された。

## GTC / SE8（1980年 - 1986年）
SE6Bにはシミターとしては初めて、2+2コンバーチブル(ロールバー付き)の「GTC」が追加された（SE8B）。生産台数は442台と、同時期のSE6Bにほぼ匹敵する台数であった。

## ミドルブリッジ・シミターGTE（1988年 - 1990年）
シミターが生産中止となると、日本人実業家で競走馬の馬主、アストンマーティン愛好家としても知られる中内康児がオーナーとなって、ミドルブリッジ・シミター社が英国ノッティンガムに設立され、燃料噴射式2,900ccエンジンや5段ギアボックスなどで改良を加えたシミターGTEの生産を再開した。1990年までに77台が生産された。製造権は1990年にGraham Walkerに譲渡され、彼はシミターの受注生産を行った。